# Chiesa di San Giovanni Battista (Cesana Torinese)
La chiesa di San Giovanni Battista è la parrocchiale di Cesana Torinese, in città metropolitana di Torino e diocesi di Susa; fa parte della vicaria di Cesana Torinese.

## Storia
L'area di Cesana, originariamente dipendente dai vescovo di Torino, nel VI secolo entrò a far parte della neo-costituita diocesi di Moriana, per poi tornare verosimilmente nel IX secolo in quella di Torino.
La prima citazione di un luogo di culto in paese risale al 1057 ed è contenuta in un atto di donazione a favore dalla prevostura di Oulx da parte della contessa Adelaide di Susa; pochi anni dopo, nel 1065, la chiesa fu donata dal vescovo di Torino Cuniberto alla prevostura ulcense: a quel secolo risale anche la costruzione dell'edificio.
L'ecclesiam Sancti Iohannis de Sesana è menzionata nuovamente nel Duecento e tra i secoli XIV e XV è elencata tra le chiese sottoposte al pagamento del cattedratico al vescovo di Torino.
Nel Cinquecento la chiesa fu interessata da alcuni lavori: in particolare, la facciata venne modificata con l'aggiunta del portale recante incisa la data 1518.
Il soffitto a cassettoni in legno venne realizzato nel 1678 da François Ruas du Pont.
Nel 1749 la parrocchia entrò a far parte della diocesi di Pinerolo, mentre nel 1772 ne fu stabilito il passaggio a quella di Susa, che però divenne effettivo solo a partire dal 1794 in seguito alla morte del vescovo pinerolese Jean-Baptiste D'Orliè De Saint Innocent.
Tra il 1886 e il 1887 la parrocchiale fu oggetto di un restauro, in occasione del quale venne costruita la sagrestia, e nel 1888 si procedette alla realizzazione dell'altare maggiore.
La chiesa fu interessata da un intervento di risanamento e di rinforzo tra il 1908 e il 1910 dall'architetto Alfredo d'Andrade.
Nel 1943 vennero totalmente rifatte per volere di don Francesco Baccon le decorazioni dell'interno, mentre 1948 e il 1956 furono installate le nuove vetrate in sostituzione di quelle danneggiate durante la seconda guerra mondiale.
Nella seconda metà degli anni sessanta, in ossequio alle norme postconciliari, si procedette all'aggiunta dell'altare rivolto verso l'assemblea e alla modifica delle balaustre del presbiterio.

## Descrizione

### Esterno
La facciata a salienti della chiesa, rivolta a sudovest e abbellita da archetti pensili, presenta centralmente il portale d'ingresso lunettato, una finestra e un oculo, mentre ai lati si aprono due ulteriori finestre
Annesso alla parrocchiale è il campanile a base quadrata, la cui cella presenta su ogni lato una trifora ed è coronata dalla guglia.

### Interno
L'interno dell'edificio si compone di tre navate, coperte da soffitto a cassettoni e separate da pilastri sorreggenti degli ampi archi a tutto sesto, sopra i quali corre una fila di finestre; al termine dell'aula si sviluppa il presbiterio, rialzato di alcuni gradini, delimitato da balaustre e chiuso dall'abside di forma semicircolare, mentre altre due absidiole sono poste in corrispondenza delle due navatelle laterali.